# Rivière des Grands Méchins
Rivière des Grands Méchins är ett vattendrag i Kanada.   Det ligger i provinsen Québec, i den östra delen av landet, 800 km nordost om huvudstaden Ottawa.
I omgivningarna runt Rivière des Grands Méchins växer i huvudsak blandskog. Runt Rivière des Grands Méchins är det mycket glesbefolkat, med 2 invånare per kvadratkilometer.